# Synagoge (Mořina)
Koordinaten: 49° 57′ 11,7″ N, 14° 12′ 35,8″ O

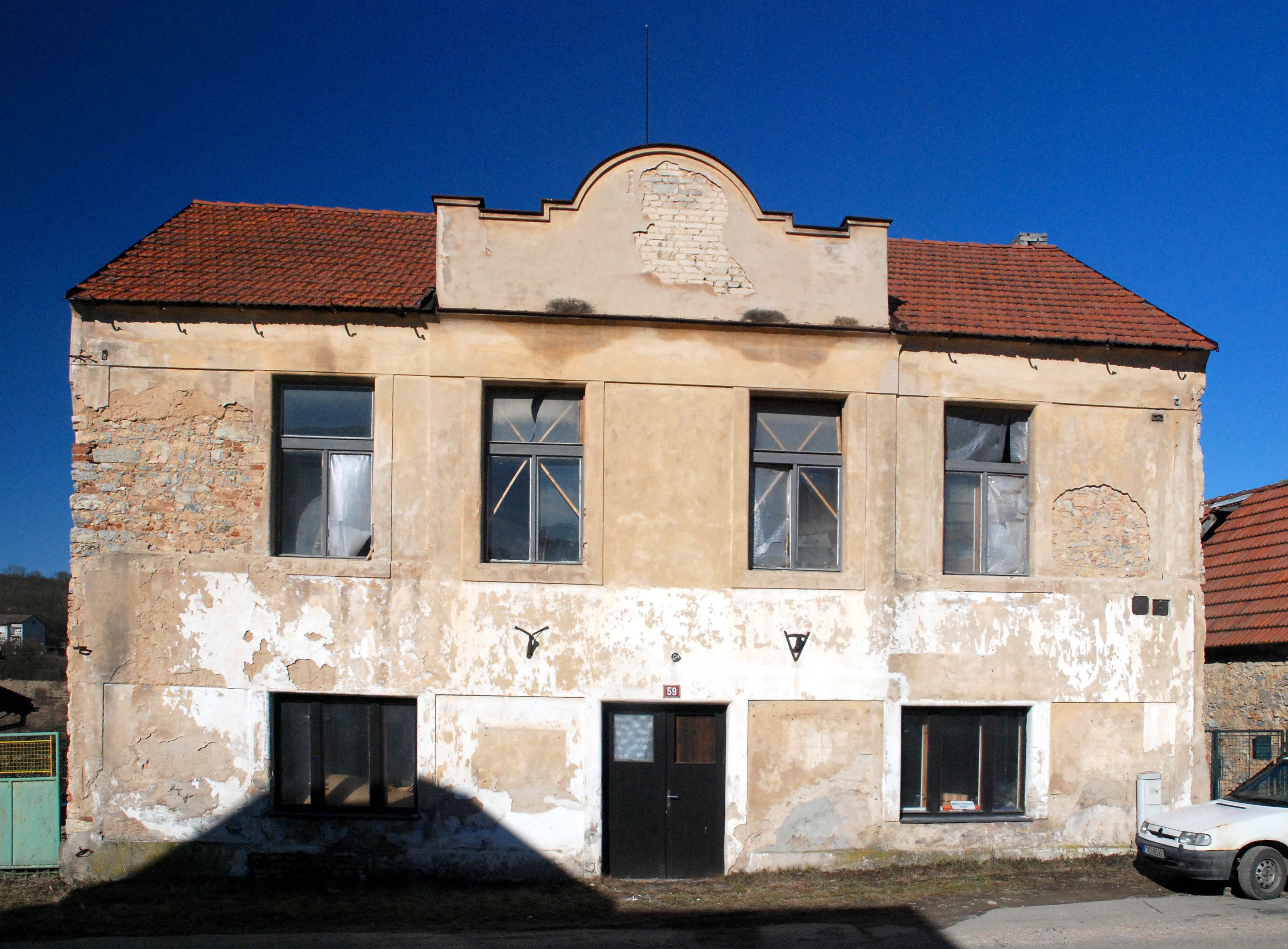
Synagoge in Mořina

Die Synagoge in Mořina (deutsch Groß Morschin, auch Groß Morzin), einer Gemeinde im Okres Beroun in Tschechien, wurde im 19. Jahrhundert errichtet und bis circa 1905 für Gottesdienste genutzt. In den 1920er Jahren wurde die profanierte Synagoge von einem Sportverein genutzt. Das sich heute in Privatbesitz befindende Gebäude ist in einem ruinösen Zustand.